# Puchar LKF
Puchar LKF (lit. Lietuvos Krepšinio Federacija Taurė) – puchar Litewskiej Federacji Koszykówki mężczyzn (puchar Litwy) – cykliczne, krajowe rozgrywki sportowe, prowadzone systemem pucharowym, organizowane corocznie w latach 2006–2015 przez Litewską Federację Koszykówki dla litewskich męskich klubów koszykarskich. Przed 2006 puchar Litwy był rozgrywany nieregularnie. 
W 2016 zaczęto rozgrywać puchar Króla Mindaugasa (King Mindaugas Cup, Karaliaus Mindaugo taurė), który zastąpił puchar LKF. 
Między 2007, a 2014 w rozgrywkach brały udział drużyny z LKL (najwyższa klasa rozgrywkowa), NKL (Nacionalinė krepšinio lyga – II liga) i RKL (Regioninė Krepšinio Lyga – III liga). W 2015 władze LKF zadecydowały o zmianie formatu rozgrywek. Do turnieju kwalifikowało się od tamtego momentu osiem najlepszych drużyn LKL, po pierwszej połowie sezonu regularnego.
W całej historii rozgrywek jedynie trzy drużyny sięgały po puchar (Žalgiris, Lietuvos Rytas, Preny).

## Finaliści

### Przed  2006
| Sezon   | Mistrz                 | Wynik                      | Wicemistrz | 3. miejsce   |
| ------- | ---------------------- | -------------------------- | ---------- | ------------ |
| 1989–90 | Žalgiris               | 81:80; 89:77; 73:86; 84:76 | BC Statyba |              |
| 1997–98 | Statyba-Lietuvos Rytas |                            | Szawle     | Szyłokarczma |

### od 2006
| Sezon                                         | Gospodarz         | Mistrz            | Wynik             | Wicemistrz        | 3. miejsce                                                                      | Wynik                                                                           | 4. miejsce                                                                      | Data                      |
| Format Final Four                             | Format Final Four | Format Final Four | Format Final Four | Format Final Four | Format Final Four                                                               | Format Final Four                                                               | Format Final Four                                                               | Format Final Four         |
| --------------------------------------------- | ----------------- | ----------------- | ----------------- | ----------------- | ------------------------------------------------------------------------------- | ------------------------------------------------------------------------------- | ------------------------------------------------------------------------------- | ------------------------- |
| 2006                                          | Kłajpeda          | Žalgiris          | 84–65             | Lietuvos Rytas    | Nevėžis                                                                         | 80–78                                                                           | Szawle                                                                          | 6–7 lutego 2007           |
| 2007                                          | Szawle            | Žalgiris          | 83–72             | Lietuvos Rytas    | Szawle                                                                          | 111–92                                                                          | Neptūnas                                                                        | 5–6 lutego 2008           |
| 2008                                          | Poniewież         | Lietuvos Rytas    | 84–82             | Žalgiris          | Szawle                                                                          | 97–89                                                                           | Aisčiai                                                                         | 23–24 stycznia 2009       |
| 2009                                          | Wilno             | Lietuvos Rytas    | 77–65             | Žalgiris          | Szawle                                                                          | 79–76                                                                           | Nevėžis                                                                         | 19–20 lutego 2010         |
| 2010–11                                       | Olita             | Žalgiris          | 81–69             | Lietuvos Rytas    | Rudūpis                                                                         | 98–74                                                                           | Neptūnas                                                                        | 12–13 lutego 2011         |
| 2011–12                                       | Kowno             | Žalgiris          | 99–62             | Pieno žvaigždės   | Kėdainiai Triobet                                                               | 69–65                                                                           | Rudūpis                                                                         | 17–18 lutego 2012         |
| 2012–13                                       | Poswol/ Preny     | Preny             | 77–75 81–60       | Pieno žvaigždės   | Nevėžis i Szawle (Nie rozegrano spotkania o trzecie miejsce.)                   | Nevėžis i Szawle (Nie rozegrano spotkania o trzecie miejsce.)                   | Nevėžis i Szawle (Nie rozegrano spotkania o trzecie miejsce.)                   | 15–28 marca 2013 (Finały) |
| 2013–14                                       | Poniewież         | Preny             | 92–91             | Lietuvos Rytas    | Žalgiris                                                                        | 91–67                                                                           | Neptūnas                                                                        | 29–30 marca 2014          |
| Format Final Eight                            |                   |                   |                   |                   |                                                                                 |                                                                                 |                                                                                 |                           |
| 2015                                          | Kowno             | Žalgiris          | 82–76             | Lietuvos Rytas    | Szawle                                                                          | 77–62                                                                           | Juventus                                                                        | 20–22 lutego 2015         |
| Pod zmienioną nazwą – Puchar Króla Mindaugasa |                   |                   |                   |                   |                                                                                 |                                                                                 |                                                                                 |                           |
| 2016                                          | Wilno             | Lietuvos Rytas    | 67–57             | Žalgiris          | Po zmianie nazwy rozgrywek zaprzestano rozgrywania spotkania o trzecie miejsce. | Po zmianie nazwy rozgrywek zaprzestano rozgrywania spotkania o trzecie miejsce. | Po zmianie nazwy rozgrywek zaprzestano rozgrywania spotkania o trzecie miejsce. | 21 lutego 2016            |
| 2017                                          | Kowno             | Žalgiris          | 84–63             | Lietkabelis       | Po zmianie nazwy rozgrywek zaprzestano rozgrywania spotkania o trzecie miejsce. | Po zmianie nazwy rozgrywek zaprzestano rozgrywania spotkania o trzecie miejsce. | Po zmianie nazwy rozgrywek zaprzestano rozgrywania spotkania o trzecie miejsce. | 19 lutego 2017            |
| 2018                                          | Kłajpeda          | Žalgiris          | 81–62             | Lietuvos Rytas    | Po zmianie nazwy rozgrywek zaprzestano rozgrywania spotkania o trzecie miejsce. | Po zmianie nazwy rozgrywek zaprzestano rozgrywania spotkania o trzecie miejsce. | Po zmianie nazwy rozgrywek zaprzestano rozgrywania spotkania o trzecie miejsce. | 13–18 lutego 2018         |
| 2019                                          | Wilno             | Lietuvos Rytas    | 70–67             | Žalgiris          | Po zmianie nazwy rozgrywek zaprzestano rozgrywania spotkania o trzecie miejsce. | Po zmianie nazwy rozgrywek zaprzestano rozgrywania spotkania o trzecie miejsce. | Po zmianie nazwy rozgrywek zaprzestano rozgrywania spotkania o trzecie miejsce. |                           |

## Superpuchar Litwy
W sezonie 2012/2013 Lietuvos Rytas i Žalgiris zorganizowały osobny turniej, nazwany superpucharem Litwy. Zostały rozegrane dwa spotkania. We wrześniu 2012 rozegrano pierwsze spotkanie w Kownie i wygrał je Žalgiris (89–71). W drugim spotkaniu, rozegranym w Wilnie, oba zespoły zremisowały (87–87). Žalgiris zdobył superpuchar z całościowym wynikiem punktowym 176–158.